# Centaurée du solstice
Centaurea solstitialis
Espèce
Synonymes
- Leucantha solstitialis (L.) A.& D. Löve

Classification phylogénétique
La Centaurée du solstice (Centaurea solstitialis) est une espèce de plante à fleurs du genre Centaurea et de la famille des Astéracées (ou Composées) poussant surtout dans les régions méridionales de l'Europe, facilement reconnaissable à ses capitules jaunes et à ses bractées terminées par de très longues épines.

## Description
Plante herbacée bisannuelle assez grande, de couleur gris argenté, duveteuse, à tiges érigées ramifiées. Feuilles inférieures pétiolées et pennatilobées, feuilles supérieures sessiles et entières, ondulées et étroites. Inflorescence en cyme. Capitules de 1 à 2 cm, jaune pâle à doré, à fleurons tubulés ayant tous la même taille. Un certain nombre des bractées se terminent par une longue épine horizontale, ligneuse, de couleur blanchâtre ou jaune paille.

## Étymologie
La plante doit son nom au fait qu'elle commence à fleurir fin juin, au moment du solstice d'été.

## Caractéristiques
- Organes reproducteurs :
  - Type d'inflorescence : cyme de capitules
  - Répartition des sexes :  hermaphrodite
  - Type de pollinisation :  entomogame, autogame
  - Période de floraison :  été
- graine :
  - Type de fruit :  akène
  - Mode de dissémination :  épizoochore
- Habitat et répartition :
  - Habitat type : friches annuelles, nitrophiles, thermophiles, estivales, xérophiles
  - Aire de répartition : méditerranéen

données d'après : Julve, Ph., 1998 ff. - Baseflor. Index botanique, écologique et chorologique de la flore de France. Version : 23 avril 2004. 

## Plante invasive
La plante, introduite aux États-Unis, s'y est largement développée dans la plupart des états et y est considérée comme une adventice particulièrement nuisible.